# Симпсон, Рона
Рона Изабель Симпсон (англ. Rhona Isabel Simpson, род. 14 июля 1972, Пейсли, Ренфрушир) — шотландская и британская хоккеистка (хоккей на траве), полевой игрок. Участница летних Олимпийских игр 1996 и 2000 годов.

## Биография
Рона Симпсон родилась 14 июля 1972 года в британском городе Пейсли в Шотландии.
Начала заниматься хоккеем на траве в 12-летнем возрасте, учась в школе Веллингтон в Эре. До 21 года параллельно занималась конкуром, выступала на международном уровне, оставив его только после первой Олимпиады.
Окончила университет Хериота-Уатта в Эдинбурге, после его преподавала физическое воспитание.
В 1996 году вошла в состав женской сборной Великобритании по хоккею на траве на летних Олимпийских играх в Атланте, занявшей 4-е место. Играла в поле, провела 8 матчей, забила 1 мяч в ворота сборной США.
В 2000 году вошла в состав женской сборной Великобритании по хоккею на траве на летних Олимпийских играх в Сиднее, занявшей 8-е место. Играла в поле, провела 6 матчей, забила 1 мяч в ворота сборной ЮАР.
В 2006 году с 6 мячами стала лучшим снайпером олимпийского квалификационного турнира в Риме вместе с японками Каори Тиба и Томоми Комори и украинкой Мариной Виноградовой.
В составе женской сборной Шотландии участвовала в трёх чемпионатах Европы — в 1995 году в Амстелвене, в 1999 году в Кёльне и в 2003 году в Барселоне, а также в двух чемпионатах мира — в 1998 году в Утрехте и в 2002 году в Перте. В течение карьеры провела за сборную Шотландии более 280 матчей, была лидером по числу игр и забитых мячей в истории.
По окончании игровой карьеры работает директором по спорту академии Глазго. Занимает пост председателя Консультативной комиссии спортсменов Игр Содружества.